# Маккьяйоли
Маккьяйоли (итал. macchiaioli, от macchia — пятно) — группа итальянских художников, действовавшая в Тоскане, главным образом во Флоренции в период 1855—1867 годов.

## История
Название было придумано неизвестным журналистом издания «Gazzetta del Popolo» и вначале имело пренебрежительный оттенок, однако позднее стало обозначать одно из наиболее влиятельных течений в итальянской живописи середины и второй половины XIX века, основанное на своеобразной свободной манере письма «мазком (ударом) и пятном» (итал. pittura di tocco e di macchia), близкой импрессионистической технике.
В школу маккьяйоли входили живописцы Телемако Синьорини, Одоардо Боррани, Джованни Фаттори, Серафино Де Тиволи, Сильвестро Лега, Джузеппе Аббати, Стефано Бардини, Кристиано Банти, Федерико Дзандоменеги, Николо Канниччи, Антонио Фонтанези, скульпторы Аугусто Ривалта и Адриано Чечони и другие. Местом встреч художников было флорентийское кафе «Микеланджело» (Caffè Michelangiolo), сохранившееся до наших дней.
Почти все представители группы маккьяйоли в прошлом были участниками национально-освободительного движения под руководством Гарибальди. Они противопоставляли застывшему академизму и отвлечённой литературности живописи салонов непосредственную связь своего искусства с современной жизнью. Тематика работ маккьяйоли — это эпизоды войны за независимость, портреты её участников, бытовые сцены, пейзажи. Они часто работали на пленэре. Для произведений маккьяйоли характерны жизненность, лаконизм, намеренная случайность композиции, а также свободное сочетание сочных цветовых пятен. Маккьяйоли оказали большое влияние на всю итальянскую живопись конца XIX века. К 1880-м годам движение распалось, а ряд членов группы (Дж. Де Ниттис, Ф. Дзандоменеги) обратились к импрессионизму.

## Особенности творческого метода
Истоки это течения специалисты видят в живописи XVIII века, в своеобразной манере работы «ударом и пятном» — мелкими, дробными мазками и контрастами света и тени в картинах художников генуэзской школы А. Маньяско, К. А. Тавеллы, П. Темпесты, венецианца С. Риччи и неаполитанца С. Розы. Считается, что именно Маньяско изобрёл манеру письма, которая получила название «живописи мазком и пятном» (итал. pittura di tocco e di macchia), позднее её стали называть просто «генуэзской».
Последователями группы маккьяйоли были художники группы «Лабронико», или «постмаккьяйоли», в частности оригинальный живописец Марио Пуччини. Творчество художников «маккьяйоли» и «постмаккьяйоли» иногда называют просто итальянским импрессионизмом.

## Галерея

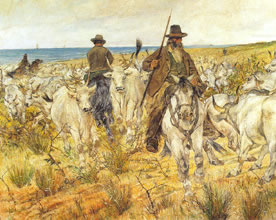
Дж. Фаттори. Скот на пастбище. 1893. Холст, масло. Музей Фаттори, Ливорно
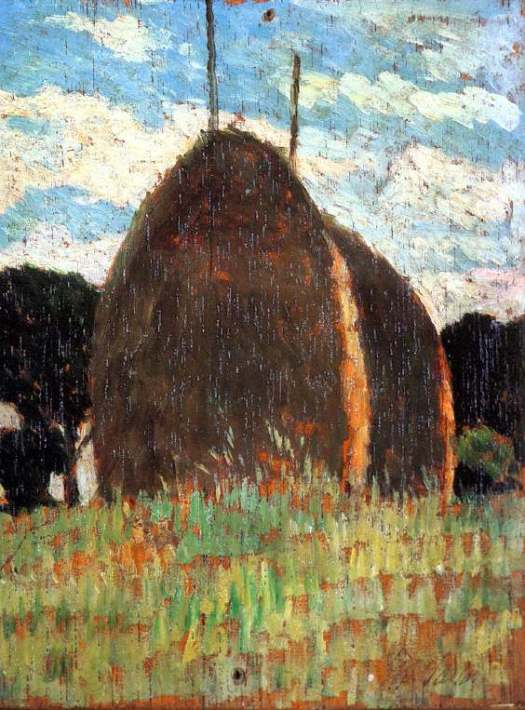
Дж. Фаттори. Стога сена. Частное собрание
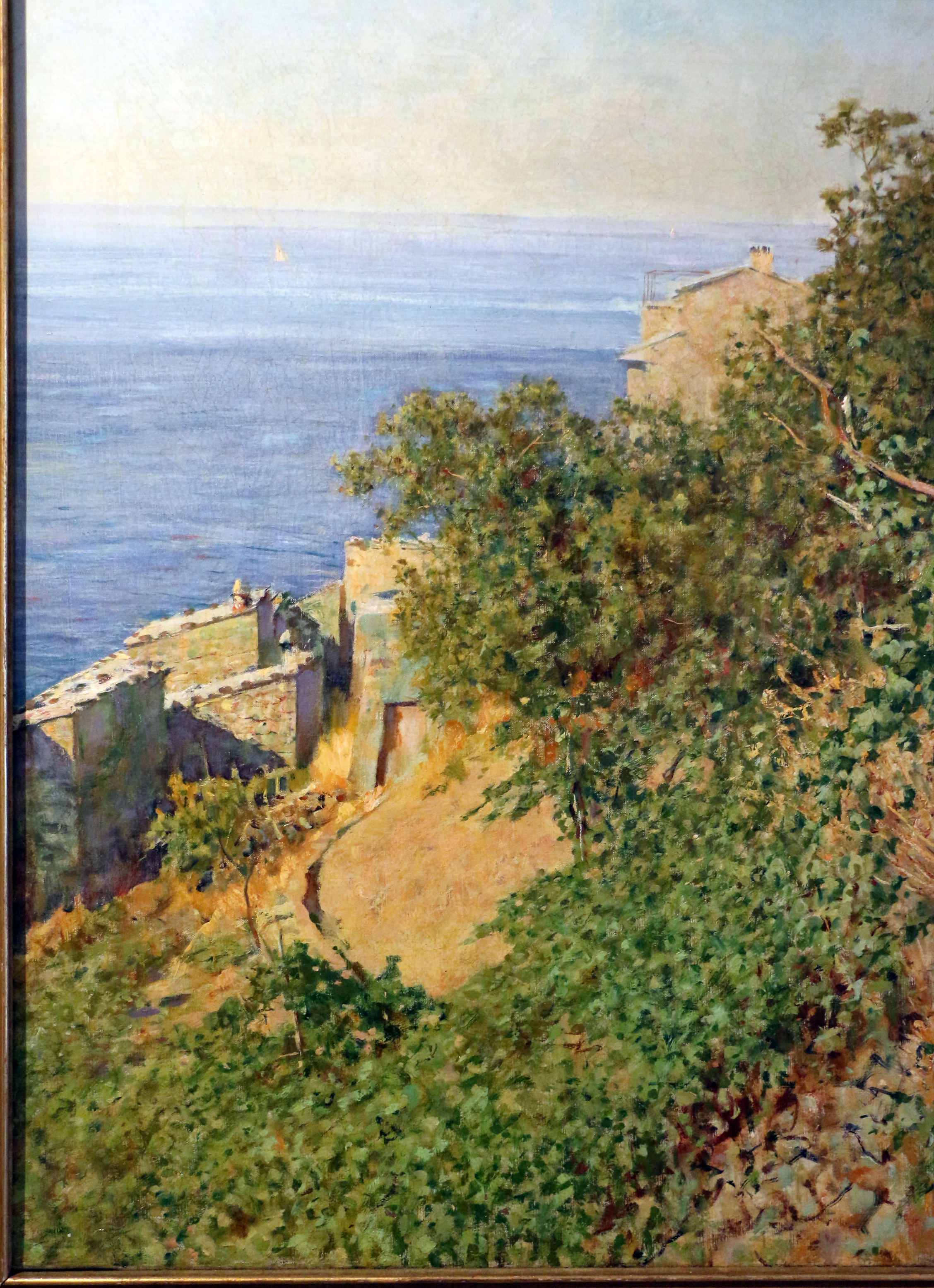
T. Синьорини. Прибрежная растительность в Риомаджоре. 1894. Холст, мало. Музей Фруньоне, Генуя
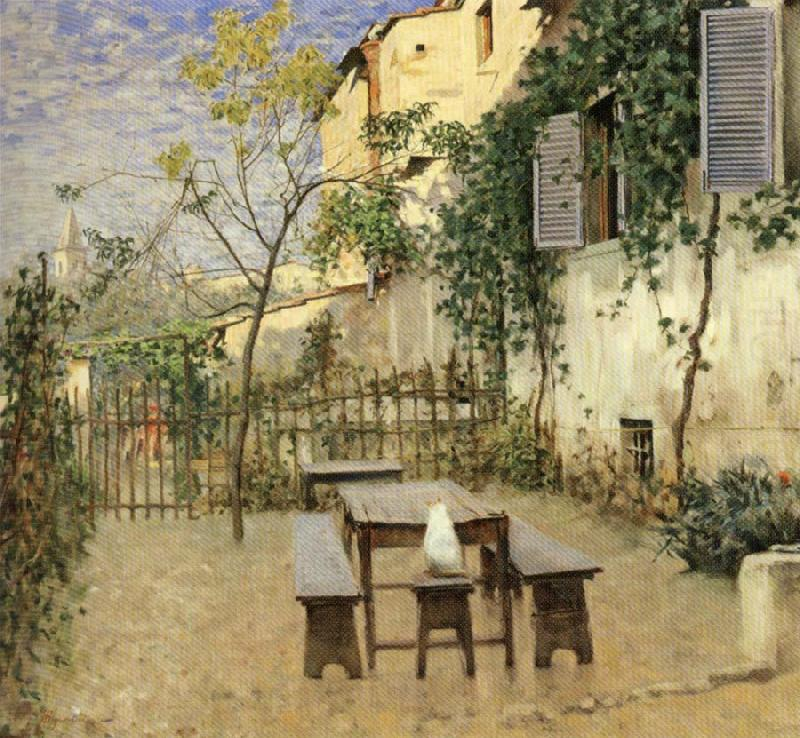
T. Синьорини. Сентябрьское утро в Сеттиньяно. 1891. Холст, масло. Палаццо Питти, Флоренция
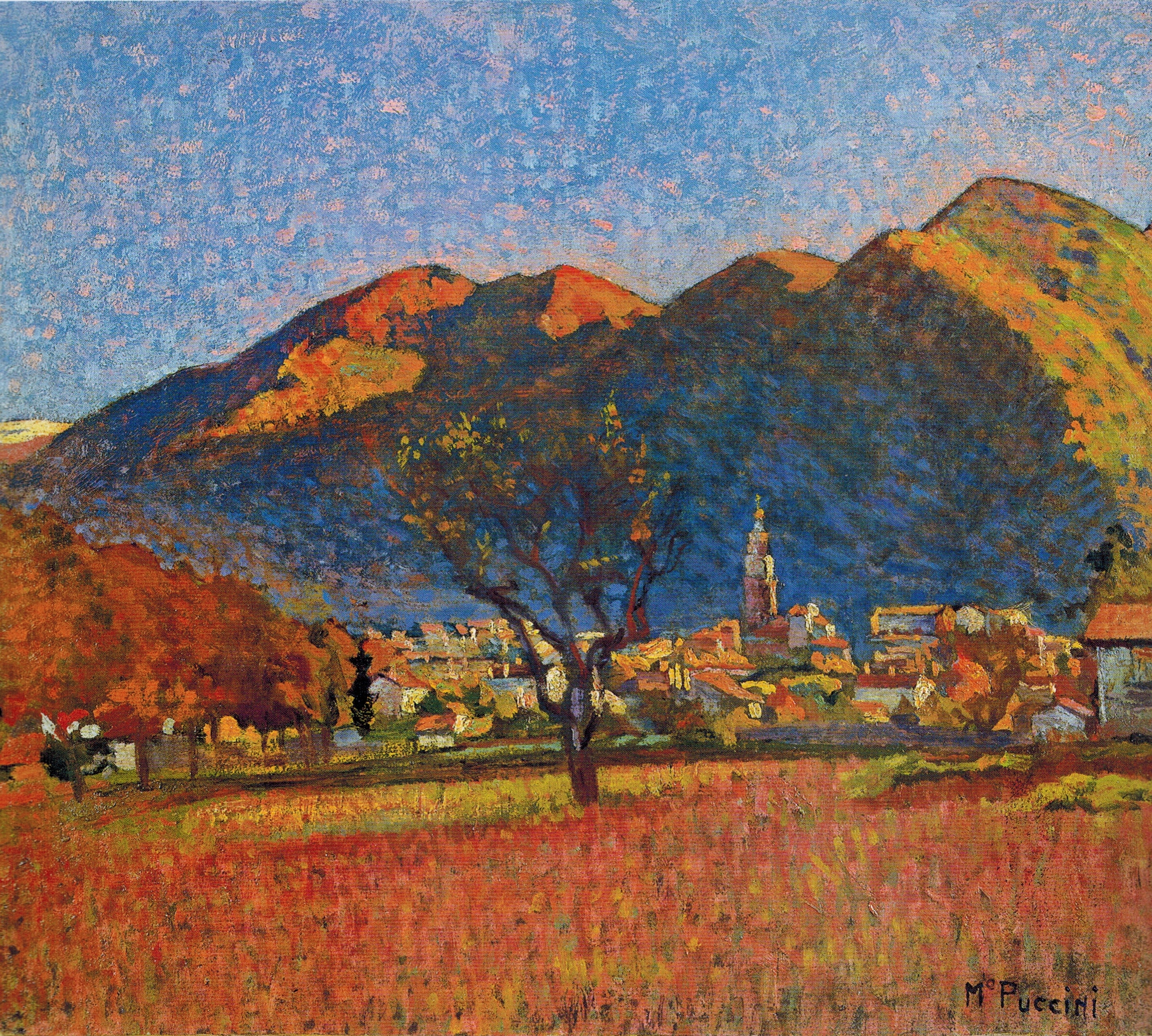
Панорама Динь-ле-Бен на закате. Холст, масло. Частное собрание
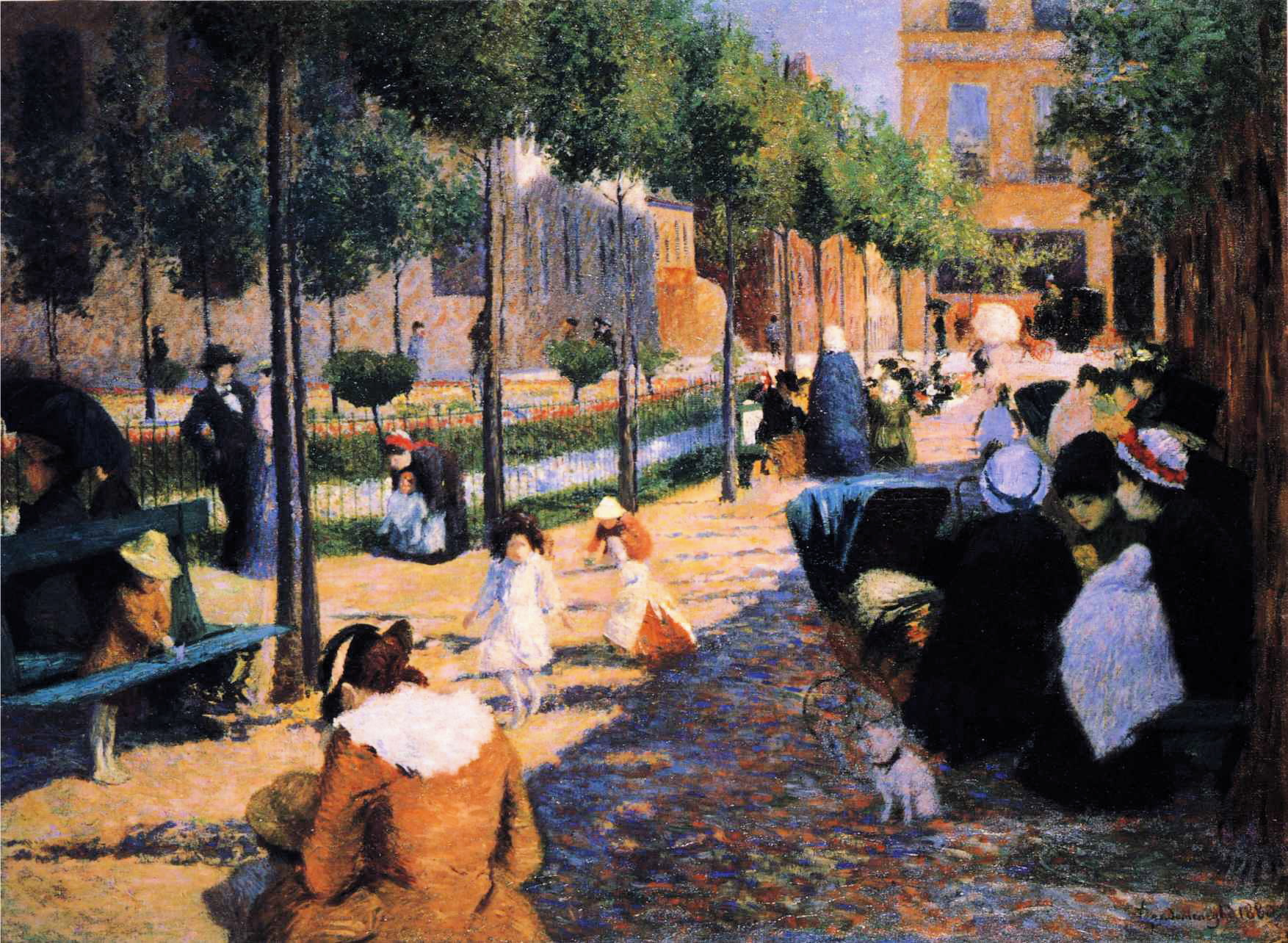
Ф. Дзандоменеги. Плас де Анвер, Париж. 1880. Холст, масло. Частное собрание

## Выставки
- I Macchiaioli, la trasformazione sociale e artistica nella Toscana di Metà 800, Пистойя, Palazzo Comunale, 1999.
- I Macchiaioli, Il Nuovo dopo la Macchia, origini e affermazione del Naturalismo Toscano, Монтекатини-Терме, Terme Tamerici, 16 июля 2009 — 18 января 2010.